# Listă de filme românești/E
Aceasta este o listă de filme românești (artistice, de animație și documentare) care încep cu litera E:
- E atât de aproape fericirea (1977)
- Ecaterina Teodoroiu (1921)
- Ecaterina Teodoroiu (1930)
- Ecaterina Teodoroiu (1978)
- Un echipaj pentru Singapore (1981)
- Echipele studențești (1938)
- Eclipsa (film din 2000) (2000)
- Ecosistemul (1972)
- Ediție specială (film) (1978)
- Efectul razelor Gamma asupra anemonelor (1977) (Teatru)
- Efemere (1967)
- Egreta de fildeș (1987)
- Elementul 14 siliciu (1961)
- Elixirul tinereții (1975)
- Eminescu, truda întru cuvânt (1996)
- Eminescu. Veronica, Creangă (1915)
- Eminescu Versus Eminem (2005)
- Emisia continuă (1985)
- Emoții (1971)
- Enigmele se explică în zori (1987)
- E pericoloso sporgersi (1994)
- Eroii nu mor niciodată (1970)
- Erupția (1957)
- Erupția (1977)
- Escadrilei albe (1944)
- Escapada (1983)
- Escu (1990) (Teatru TV)
- Eternul feminin (1969)
- Eu + Eu = Eu (1969)
- Eu sunt Adam! (1996)
- Eu!!! (1966)
- Eu, tu și Ovidiu (1977)
- Evadarea (1975)
- Evantaiul (1974) (Teatru tv)
- Evocări (1971)
- Exact în același timp (2002) (Teatru TV)
- Examen (film) (2003)
- Exemplu de urmat, Un (1958)
- Experimentul Iov (2008) (Teatru)
- Explozia (film) (1973)
- Expresul de Buftea (1978)
- Extemporal la dirigenție (1987)